# کوپونس
کوپونس (به اسپانیایی: Copóns) یک منطقهٔ مسکونی در اسپانیا است که در آنیویا واقع شده‌است. کوپونس ۱۸٫۷ کیلومتر مربع مساحت دارد.